# 艾莫·高漢
艾莫·高漢(Almog Cohen)（1988年9月1日—），(希伯來語：‎以色列職業足球員，司職，現時效力德國甲組球會恩高斯達特。